# Rens Bod
Rens Bod (Bergh, 24 mei 1965) is een hoogleraar computationele geesteswetenschappen en geschiedenis van de geesteswetenschappen aan de Universiteit van Amsterdam. Hij doet onderzoek naar patronen en hun onderliggende principes in taal, muziek, kunst, literatuur en geschiedenis. Daarnaast onderzoekt hij de geschiedenis van het patroon- en principezoeken door (geestes)wetenschappers zelf, waarmee hij een impuls heeft gegeven aan het nieuwe vakgebied "geschiedenis van de geesteswetenschappen". Ook houdt Bod zich bezig met de geschiedenis van zingeving en de daarin te vinden patronen en principes.
Bod is oprichter van de wetenschappelijke actiegroep WOinActie die zich sterk maakt voor de universiteit en haar toekomst.
Bod werd in april 2023 gekozen tot lid van de de Koninklijke Nederlandse Akademie van Wetenschappen.

## Carrière

### Opleiding en onderzoek
Rens Bod studeerde natuur- en sterrenkunde aan de Universiteit Utrecht gevolgd door een studie letteren aan de Universiteit Sapienza Rome. In 1995 promoveerde hij in de computerlinguïstiek aan de Universiteit van Amsterdam. Hij was verbonden aan de Universiteit van St Andrews als hoogleraar kunstmatige intelligentie waarna hij hoogleraar werd aan de Universiteit van Amsterdam. Hij is tevens gasthoogleraar geweest in Manchester, Roskilde en Bologna. In 2021 bezette hij de Internationale Francqui-Leerstoel aan de Universiteit Gent.
Bods onderzoek is erkend met meerdere internationale prijzen en subsidies, waaronder een EPSRC Advanced Research Fellowship (VK), een KNAW Akademie-fellowship, een NSF Digging into Data grant (VS), een NWO Vidi-subsidie en een NWO Vici-subsidie. Bod is lid van de Koninklijke Nederlandse Akademie van Wetenschappen.

### Geschiedenis van de geesteswetenschappen en Geschiedenis van kennis
In 2010 schreef Bod de eerste wereldgeschiedenis van de geesteswetenschappen, De vergeten wetenschappen: Een geschiedenis van de humaniora waarin de supranationale zoektocht naar patronen en principes in de geesteswetenschappen door de eeuwen heen centraal staat. Het boek laat zien hoe de empirische methode ontstaat in de studie van teksten, kunst, muziek en taal, en hoe deze empirische cyclus vervolgens wordt overgenomen door de natuurwetenschappen. Het boek werd vertaald in zeven talen, en de Engelse vertaling werd in de Times Literary Supplement besproken als "an extraordinarily ambitious undertaking […] the first ever history of its kind". In 2019, breidde Bod zijn geschiedenis uit tot een overkoepelende geschiedenis van kennisdisciplines, Een wereld vol patronen: De geschiedenis van kennis. In dit boek stapt Bod terug naar het Steentijd om de vraag te beantwoorden: Hoe is wat we nu weten eerder ontstaan en gegroeid? Aan de hand van ontwikkelingen uit alle continenten van de bewoonde wereld onderzoekt hij in hoeverre de progressies van onze kennis als met elkaar verweven kunnen worden beschouwd en in hoeverre we kunnen spreken van mondiale trends. Dit boek werd genomineerd voor de Libris Geschiedenis Prijs. Bod is een van oprichters van het tijdschrift History of Humanities, en hij is voorzitter van de Society for the History of the Humanities.

### Activisme
In 2017 richtte Bod WOinActie op, een actiegroep die strijdt tegen de doorgaande bezuinigingen in het Nederlandse hoger onderwijs en onderzoek. In 2021 erkende de minister van Onderwijs, Cultuur en Wetenschap dat de financiering van de universiteiten tekort schiet met een bedrag van 1,1 miljard euro per jaar. Samen met Remco Breuker en Ingrid Robeyns publiceerde Bod het pamflet 40 Stellingen over de Wetenschap waarin zij aan de hand van 40 stellingen voorstellen doen om de universiteit weer te herstellen tot een institutie die cruciaal is voor een democratische en toekomstgerichte samenleving.

## Publicaties (selectie)
- Waarom ben ik hier? Een kleine wereldgeschiedenis van zingeving, Prometheus, 2023.
- The Humanities in the World, Upress, 2020, met Stefan Collini, Onora O’Neill en Anders Engberg-Pedersen.
- 40 stellingen over de wetenschap, Boom uitgevers, 2020, met Remco Breuker en Ingrid Robeyns.
- Een wereld vol patronen: De geschiedenis van kennis, Prometheus, 2019.
  - Engelse vertaling: A World of Patterns, 2022
- "A New Field: History of Humanities", met Julia Kursell, Jaap Maat en Thijs Weststeijn, History of Humanities 1(1), 2016, pp. 1–8.
- "A Comparative Framework for Studying the Histories of the Humanities and Science", Isis 106(2), 2015, pp. 367–377.
- The Making of the Humanities III: The Modern Humanities, Amsterdam University Press, 2014, met Jaap Maat en Thijs Weststeijn.
- A New History of the Humanities: The Search for Patterns and Principles from Antiquity to the Present, Oxford University Press, 2013.
- The Making of the Humanities II: From Early Modern to Modern Disciplines, Amsterdam University Press, 2012, met Jaap Maat en Thijs Weststeijn.
- "In search of universal properties of musical scales", Journal of New Music Research 40(1), 2011, pp. 81–89, met Aline Honingh.
- De vergeten wetenschappen: Een geschiedenis van de humaniora, Prometheus, 2010.
- The Making of the Humanities I: Early Modern Europe, Amsterdam University Press, 2010, met Jaap Maat en Thijs Weststeijn.
- "From exemplar to grammar: A probabilistic analogy‐based model of language learning", Cognitive Science 33(5), 2009, pp. 752–793.
- Probabilistic Linguistics, The MIT Press, 2003, met Jennifer Hay and Stefanie Jannedy.
- Data-Oriented Parsing, CSLI Publications, University of Chicago Press, 2003, met Remko Scha en Khalil Sima’an.
- "A unified model of structural organization in language and music", Journal of Artificial Intelligence Research 17, 2002, pp. 289–308.
- Beyond Grammar: An Experience-Based Theory of Language, CSLI Publications, 1998.